# Supergigante vermelha
Supergigantes vermelhas (RSGs) são estrelas com uma classe de luminosidade supergigante (classe I de Yerkes) de tipo espectral K ou M. Elas são as maiores estrelas do universo em termos de volume, embora não sejam as mais massivas ou luminosas. Betelgeuse e Antares são as mais brilhantes e mais conhecidas supergigantes vermelhas (RSGs), de fato as únicas estrelas supergigantes vermelhas de primeira magnitude.

## Classificação
As estrelas são classificadas como supergigantes com base em sua classe de luminosidade espectral. Este sistema usa certas linhas espectrais de diagnóstico para estimar a gravidade de superfície de uma estrela, determinando assim seu tamanho em relação à sua massa. Estrelas maiores são mais luminosas em uma determinada temperatura e agora podem ser agrupadas em faixas de luminosidade diferente.
As diferenças de luminosidade entre as estrelas são mais aparentes em baixas temperaturas, onde estrelas gigantes são muito mais brilhantes do que estrelas da sequência principal. As supergigantes têm gravidade de superfície mais baixas e, portanto, são as maiores e mais brilhantes em uma determinada temperatura.
O sistema de classificação de Yerkes ou Morgan-Keenan (MK) é quase universal. Agrupam estrelas em cinco grupos principais de luminosidade designados por algarismos romanos:
- I supergigante;
- II gigante luminosa;
- III gigante;
- IV subgigante;
- V anã (sequência principal).

Específico para supergigantes, a classe de luminosidade é dividida em supergigantes normais de classe Ib e supergigantes mais brilhantes de classe Ia. A classe intermediária Iab também é usada. Estrelas excepcionalmente brilhantes, de baixa gravidade de superfície, com fortes indícios de perda de massa, podem ser designadas pela classe de luminosidade 0 (zero), embora isso seja raramente visto. Mais frequentemente, a designação Ia-0 será usada, e mais comumente ainda Ia+. Essas classificações espectrais hipergigantes são muito raramente aplicadas a supergigantes vermelhas, embora o termo hipergigante vermelha seja algumas vezes usado para as supergigantes vermelhas mais estendidas e instáveis, como VY Canis Majoris e NML Cygni.
A parte "vermelha" de "supergigante vermelha" refere-se à temperatura fria. As supergigantes vermelhas são as supergigantes mais frias, tipo M, e pelo menos algumas estrelas do tipo K, embora não haja um corte preciso. Supergigantes do tipo K são incomuns em comparação com o tipo M porque eles são um estágio de transição de curta duração e um pouco instáveis. As estrelas do tipo K, especialmente os tipos K iniciais ou mais quentes, são algumas vezes descritas como supergigantes laranja (por exemplo, Zeta Cephei), ou mesmo como amarelas (por exemplo, hipergigante amarela HR 5171 Aa).

## Propriedades
| Tipo espectral | Temperatura (K) |
| -------------- | --------------- |
| K1-1.5         | 4.100           |
| K2-3           | 4.015           |
| K5-M0          | 3.840           |
| M0             | 3.790           |
| M1             | 3.745           |
| M1.5           | 3.710           |
| M2             | 3.660           |
| M2.5           | 3.615           |
| M3             | 3.605           |
| M3.5           | 3.550           |
| M4-4.5         | 3.535           |
| M5             | 3.450           |

Supergigantes vermelhas são frias e grandes. Têm tipos espectrais de K e M, portanto, temperaturas de superfície abaixo de 4.100 K. Têm geralmente várias centenas ou mais de mil vezes o raio do Sol, embora o tamanho não seja o fator principal para que uma estrela seja designada como supergigante. Uma estrela gigante brilhante e fria pode facilmente ser maior do que uma supergigante mais quente. Por exemplo, Alpha Herculis é classificada como uma estrela gigante com um raio entre 264 a 303 R☉, enquanto Epsilon Pegasi é uma supergigante K2 de apenas 185 R☉.
Embora as supergigantes vermelhas sejam muito mais frias do que o Sol, elas são muito maiores do que altamente luminosas, normalmente dezenas ou centenas de milhares L☉. Há um limite superior teórico para o raio de uma supergigante vermelha em torno de 1.500 R☉. No limite de Hayashi, estrelas acima desse raio seriam muito instáveis e simplesmente não se formariam.
As supergigantes vermelhas têm massas entre cerca de 10 M☉ e 40 M☉. Estrelas da sequência principal com mais massa do que cerca de 40 M☉ não se expandem e esfriam para se tornarem supergigantes vermelhas. As supergigantes vermelhas na extremidade superior da faixa possível de massa e luminosidade são as maiores conhecidas. Sua baixa gravidade superficial e alta luminosidade causam extrema perda de massa, milhões de vezes maior do que o Sol, produzindo nebulosas observáveis ao redor da estrela. No final de suas vidas, as supergigantes vermelhas podem ter perdido uma fração substancial de sua massa inicial. As supergigantes mais massivas perdem massa muito mais rapidamente e todas as supergigantes vermelhas parecem atingir uma massa semelhante da ordem de 10 M☉ quando seus núcleos entram em colapso. O valor exato depende da composição química inicial da estrela e de sua taxa de rotação.
A maioria das supergigantes vermelhas mostra algum grau de variabilidade visual, mas apenas raramente com um período ou amplitude bem definidos. Portanto, geralmente são classificadas como variáveis irregulares ou semirregulares. Eles até têm suas próprias subclasses, SRC e LC para variáveis supergigantes lentas semirregulares e irregulares lentas, respectivamente. As variações são normalmente lentas e de pequena amplitude, mas amplitudes de até quatro magnitudes são conhecidas.
A análise estatística de muitas supergigantes vermelhas variáveis conhecidas mostra uma série de causas prováveis para a variação: apenas algumas estrelas mostram grandes amplitudes e forte ruído indicando variabilidade em muitas frequências, pensado para indicar ventos estelares poderosos que ocorrem no final da vida de uma supergigante vermelha; mais comuns são variações simultâneas do modo radial ao longo de algumas centenas de dias e provavelmente variações do modo não radial ao longo de alguns milhares de dias; apenas algumas estrelas parecem ser verdadeiramente irregulares, com pequenas amplitudes, provavelmente devido à granulação fotosférica. As fotosferas de supergigantes vermelhas contêm um número relativamente pequeno de células de convecção muito grandes em comparação com estrelas como o Sol. Isso causa variações no brilho da superfície que podem levar a variações visíveis de brilho conforme a estrela gira.
Os espectros das supergigantes vermelhas são semelhantes aos de outras estrelas frias, dominadas por uma floresta de linhas de absorção de metais e bandas moleculares. Alguns desses recursos são usados para determinar a classe de luminosidade, por exemplo, certas intensidades de banda de cianogênio no infravermelho próximo e o tripleto de Ca II.
A emissão Maser é comum do material circunstelar em torno de supergigantes vermelhas. Mais comumente, isso surge de H2O e SiO, mas a emissão de hidroxila (OH) também ocorre em regiões estreitas. Além do mapeamento de alta resolução do material circunstelar em torno de supergigantes vermelhas, as observações VLBI ou VLBA de masers podem ser usadas para derivar paralaxes e distâncias precisas para suas fontes. Atualmente, isso tem sido aplicado principalmente a objetos individuais, mas pode se tornar útil para a análise da estrutura galáctica e descoberta de estrelas supergigantes vermelhas de outra forma obscurecidas.
Abundâncias superficiais de supergigantes vermelhas são dominadas por hidrogênio, embora o hidrogênio no núcleo tenha sido completamente consumido. Nos últimos estágios de perda de massa, antes que uma estrela exploda, o hélio de superfície pode ficar enriquecido a níveis comparáveis ao hidrogênio. Em modelos teóricos de perda extrema de massa, hidrogênio suficiente pode ser perdido para que o hélio se torne o elemento mais abundante na superfície. Quando estrelas supergigantes pré-vermelhas deixam a sequência principal, o oxigênio é mais abundante do que o carbono na superfície, e o nitrogênio é menos abundante do que ambos, refletindo abundâncias da formação da estrela. O carbono e o oxigênio são esgotados rapidamente e o nitrogênio é melhorado como resultado da dragagem do material processado com CNO das camadas de fusão.
Observa-se que as supergigantes vermelhas giram lentamente ou muito lentamente. Os modelos indicam que mesmo as estrelas da sequência principal em rotação rápida devem ser freadas por sua perda de massa, de modo que as supergigantes vermelhas quase não girem. Essas supergigantes vermelhas, como Betelgeuse, que têm taxas modestas de rotação, podem tê-lo adquirido após atingir o estágio de supergigante vermelha, talvez por meio de interação binária. Os núcleos das supergigantes vermelhas ainda estão girando e a taxa de rotação diferencial pode ser muito grande.

## Definição

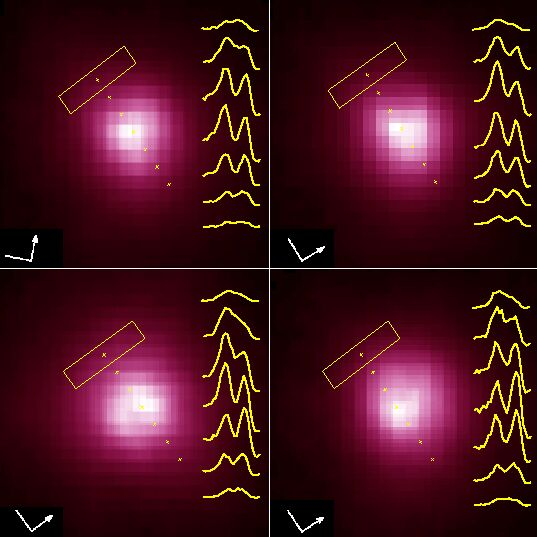
Betelgeuse pulsando e mostrando mudanças no perfil da linha espectral (imagens HST UV)

As classes de luminosidade de supergigantes são fáceis de determinar e aplicar a um grande número de estrelas, mas agrupam vários tipos muito diferentes de estrelas em uma única categoria. Uma definição evolucionária restringe o termo supergigante às estrelas massivas que iniciam a fusão do hélio do núcleo sem desenvolver um núcleo de hélio degenerado e sem sofrer um flash de hélio. Irão universalmente queimar elementos mais pesados e sofrer o colapso do núcleo, resultando em uma supernova.
Estrelas menos massivas podem desenvolver uma classe de luminosidade espectral supergigante em luminosidade relativamente baixa, em torno de 1.000 L☉, quando estão no ramo assintótico das gigantes (AGB) passando por queima de camada de hélio. Os pesquisadores agora preferem categorizá-las como estrelas AGB distintas das supergigantes porque são menos massivas, têm diferentes composições químicas na superfície, sofrem diferentes tipos de pulsação e variabilidade e irão evoluir de uma maneira diferente, geralmente produzindo uma nebulosa planetária e uma anã branca. A maioria das estrelas AGB não se tornaram supernovas, embora haja interesse em uma classe de estrelas super-AGB, aquelas quase massivas o suficiente para sofrer a fusão total do carbono, que podem produzir supernovas peculiares, embora sem nunca desenvolver um núcleo de ferro. Um grupo notável de estrelas de baixa massa e alta luminosidade são as variáveis RV Tauri, estrelas AGB ou pós-AGB situadas na faixa de instabilidade e mostrando variações semirregulares distintas.

## Evolução

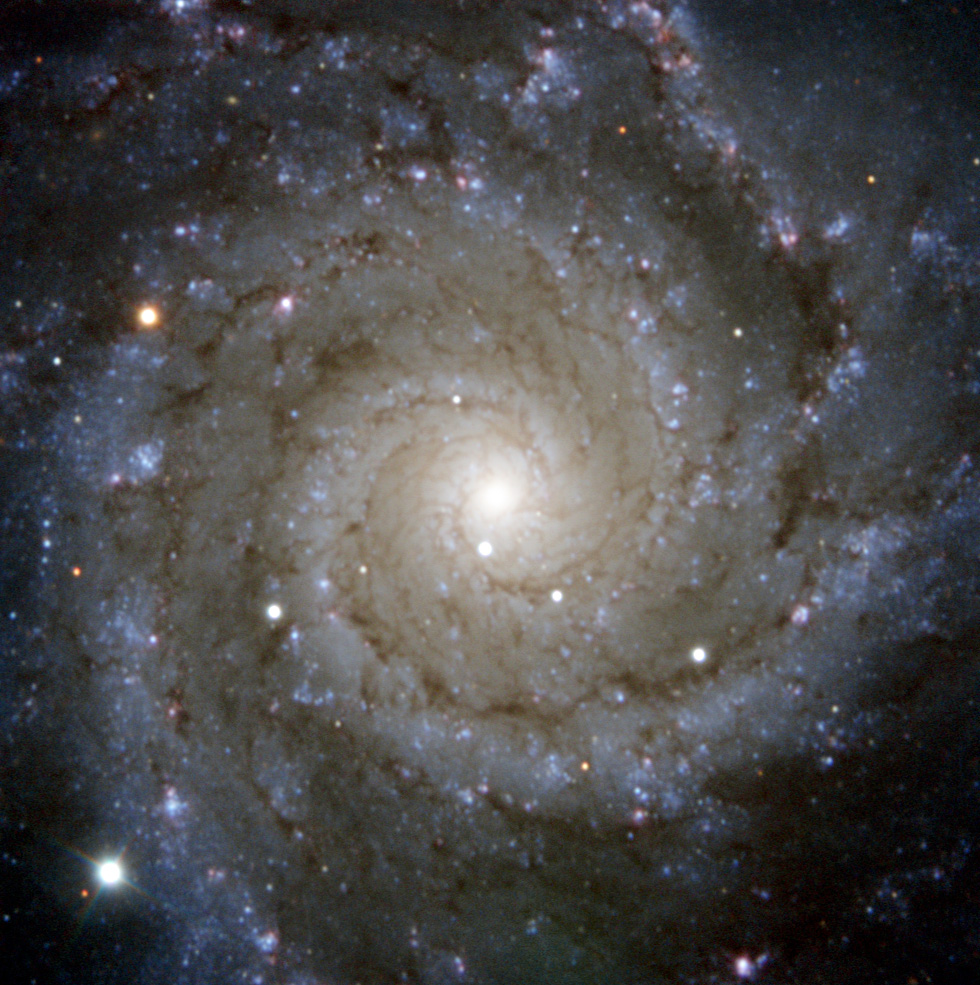
Uma supergigante vermelha termina sua vida como uma supernova tipo II (canto inferior esquerdo) em um braço espiral de M74

Supergigantes vermelhas se desenvolvem a partir de estrelas da sequência principal com massas entre cerca de 8 M☉ e 30 M☉. Estrelas de maior massa nunca esfriam o suficiente para se tornarem supergigantes vermelhas. Estrelas de menor massa desenvolvem um núcleo degenerado de hélio durante a fase de gigante vermelha, passam por um flash de hélio antes de fundir hélio no ramo horizontal, evoluem ao longo do AGB enquanto queimam hélio em uma casca em torno de um núcleo degenerado de carbono-oxigênio, então rapidamente perdem seu núcleo externo camadas para se tornar uma anã branca com uma nebulosa planetária. As estrelas AGB podem desenvolver espectros com uma classe de luminosidade supergigante à medida que se expandem para dimensões extremas em relação à sua pequena massa, e podem atingir luminosidades dezenas de milhares de vezes a do Sol. Estrelas intermediárias "super-AGB", em torno de 9 M☉, podem sofrer fusão de carbono e podem produzir uma supernova de captura de elétrons através do colapso de um núcleo de oxigênio-neônio.
Estrelas da sequência principal, queimando hidrogênio em seus núcleos, com massas entre 10 M☉ a 30 M☉, terão temperaturas entre cerca de 25.000 K a 32.000 K e tipos espectrais de B inicial, possivelmente O muito tardio. Já são estrelas muito luminosas de 10.000 a 100.000 L☉ devido à rápida fusão do ciclo CNO do hidrogênio e possuem núcleos totalmente convectivos. Em contraste com o Sol, as camadas externas dessas estrelas quentes da sequência principal não são convectivas.
Essas estrelas supergigantes pré-vermelhas da sequência principal exaurem o hidrogênio em seus núcleos após 5 a 20 milhões de anos. Então começam a queimar uma camada de hidrogênio ao redor do núcleo agora predominantemente de hélio, e isso faz com que eles se expandam e se resfriem em supergigantes. Sua luminosidade aumenta por um fator de cerca de três. A abundância de hélio na superfície é agora de 40%, mas há pouco enriquecimento de elementos mais pesados.
As supergigantes continuam a esfriar e a maioria vai passar rapidamente pela faixa de instabilidade das Cefeidas, embora os mais massivos passem um breve período como hipergigantes amarelas. Chegarão ao final da classe K ou M e se tornarão uma supergigante vermelha. A fusão do hélio no núcleo começa suavemente enquanto a estrela está se expandindo ou quando já é uma supergigante vermelha, mas isso produz pouca mudança imediata na superfície. Supergigantes vermelhas desenvolvem zonas de convecção profundas que vão da superfície até a metade do caminho até o núcleo e causam forte enriquecimento de nitrogênio na superfície, com algum enriquecimento de elementos mais pesados.
Algumas supergigantes vermelhas passam por loops azuis onde aumentam temporariamente de temperatura antes de retornar ao estado de supergigante vermelha. Isso depende da massa, da taxa de rotação e da composição química da estrela. Embora muitas supergigantes vermelhas não apresentem um loop azul, alguns podem ter vários. As temperaturas podem chegar a 10.000 K no pico do loop azul. As razões exatas para os loops azuis variam em estrelas diferentes, mas estão sempre relacionadas ao aumento do núcleo de hélio como proporção da massa da estrela e forçando taxas de perda de massa mais altas das camadas externas.
Todas as supergigantes vermelhas exaurirão o hélio em seus núcleos em 1 ou 2 milhões de anos e então começarão a queimar carbono. Isso continua com a fusão de elementos mais pesados até que um núcleo de ferro se forma, que então inevitavelmente entra em colapso para produzir uma supernova. O tempo desde o início da fusão do carbono até o colapso do núcleo não é mais do que alguns milhares de anos. Na maioria dos casos, o colapso do núcleo ocorre enquanto a estrela ainda é uma supergigante vermelha, a grande atmosfera rica em hidrogênio restante é ejetada, e isso produz um espectro de supernova tipo II. A opacidade desse hidrogênio ejetado diminui à medida que esfria e isso causa um prolongado atraso na queda de brilho após o pico inicial da supernova, a característica de uma supernova Tipo II-P.
Espera-se que as supergigantes vermelhas mais luminosas, próximas à metalicidade solar, percam a maior parte de suas camadas externas antes do colapso de seus núcleos; portanto, elas voltam a evoluir para hipergigantes amarelas e variáveis azuis luminosas. Essas estrelas podem explodir como supernovas tipo II-L, ainda com hidrogênio em seus espectros, mas não com hidrogênio na suficiente para causar um platô de brilho estendido em suas curvas de luz. Estrelas com ainda menos hidrogênio restante podem produzir a incomum supernova tipo IIb, onde há tão pouco hidrogênio restante que as linhas de hidrogênio no espectro inicial do tipo II desbotam para o aparecimento de uma supernova tipo Ib.
Todos os progenitores observados de supernovas tipo II-P têm temperaturas entre 3.500 K e 4.400 K e luminosidades entre 10.000 L☉ e 300.000 L☉. Isso corresponde aos parâmetros esperados de supergigantes vermelhas de massa inferior. Um pequeno número de progenitores de supernovas tipo II-L e tipo IIb foi observado, todos tendo luminosidades em torno de 100.000 L☉ e temperaturas um pouco mais altas de até 6.000K. São uma boa combinação para supergigantes vermelhas de massa ligeiramente mais alta com altas taxas de perda de massa. Não há progenitores de supernova conhecidos correspondentes às supergigantes vermelhas mais luminosas, e espera-se que estas evoluam para estrelas Wolf-Rayet antes de explodirem.

## Aglomerados

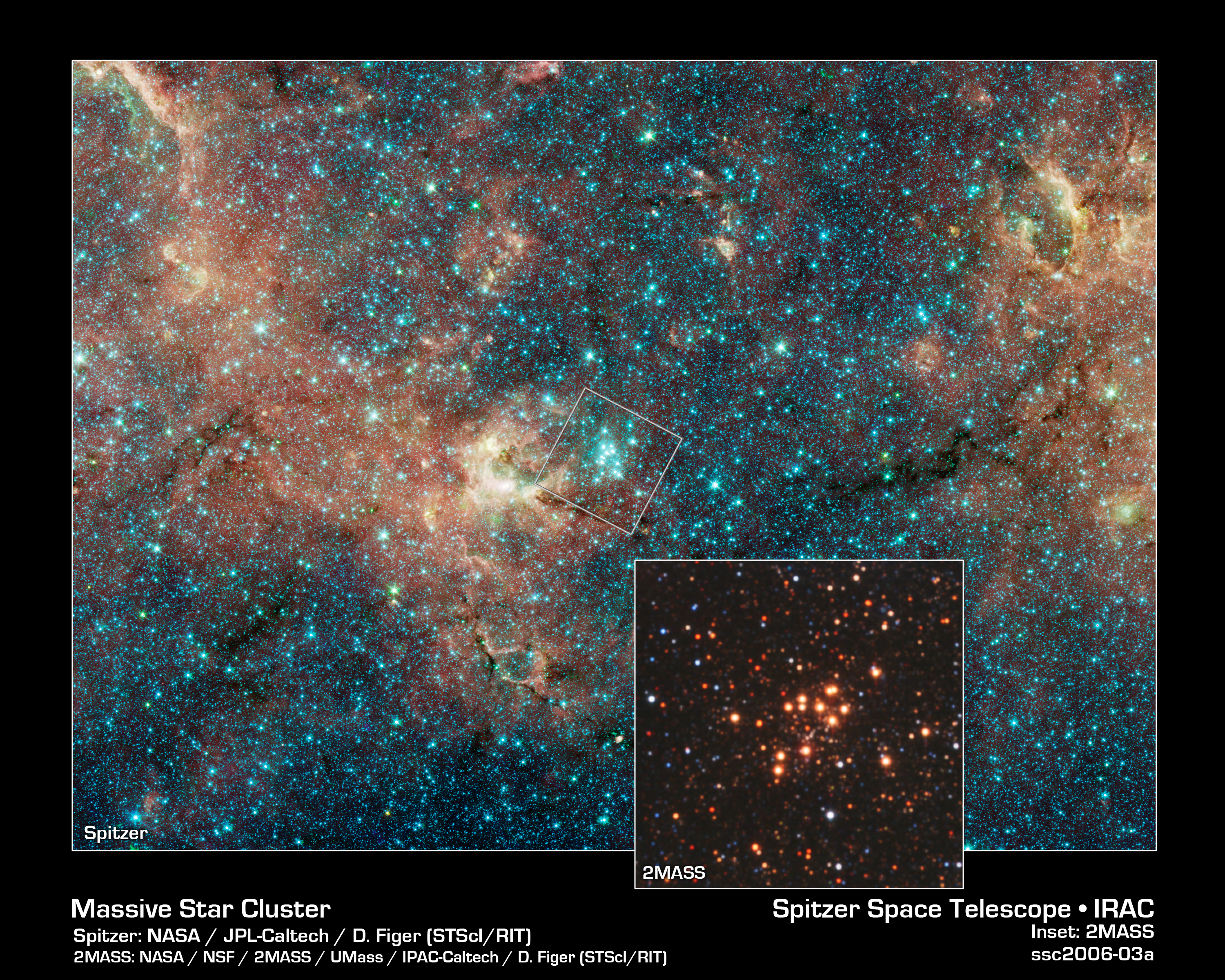
RSGC1, o primeiro de vários aglomerados massivos que contêm várias supergigantes vermelhas

As supergigantes vermelhas não têm necessariamente mais do que 25 milhões de anos e espera-se que essas estrelas massivas se formem apenas em aglomerados relativamente grandes de estrelas, portanto, devem ser encontradas principalmente perto de aglomerados proeminentes. No entanto, eles têm vida relativamente curta em comparação com outras fases na vida de uma estrela e só se formam a partir de estrelas massivas relativamente incomuns, então geralmente haverá apenas um pequeno número de supergigantes vermelhas em cada aglomerado de cada vez. O massivo aglomerado de Hodge 301 na Nebulosa da Tarântula contém três. Até o século XXI, o maior número de supergigantes vermelhas conhecidas em um único aglomerado era cinco no NGC 7419. A maioria das supergigantes vermelhas são encontradas individualmente, por exemplo Betelgeuse na Associação Orion OB1 e Antares na Associação Scorpius-Centaurus.
Desde 2006, uma série de aglomerados massivos foram identificados perto da base do Braço de Scutum-Crux da galáxia, cada um contendo várias supergigantes vermelhas. RSGC1 contém pelo menos 12 supergigantes vermelhas, RSGC2 (também conhecida como Stephenson 2) contém pelo menos 26 (Stephenson 2-18, uma das estrelas, é possivelmente a maior estrela conhecida), RSGC3 contém pelo menos 8 e RSGC4 (também conhecida como Alicante 8) também contém pelo menos 8. Um total de 80 supergigantes vermelhas confirmadas foram identificadas dentro de uma pequena área do céu na direção desses aglomerados. Esses quatro aglomerados parecem ser parte de uma explosão massiva de formação de estrelas entre 10 a 20 milhões de anos atrás, próximo ao final da barra no centro da galáxia. Aglomerados massivos semelhantes foram encontrados perto da extremidade da barra galáctica, mas não um grande número de supergigantes vermelhas.

## Exemplos

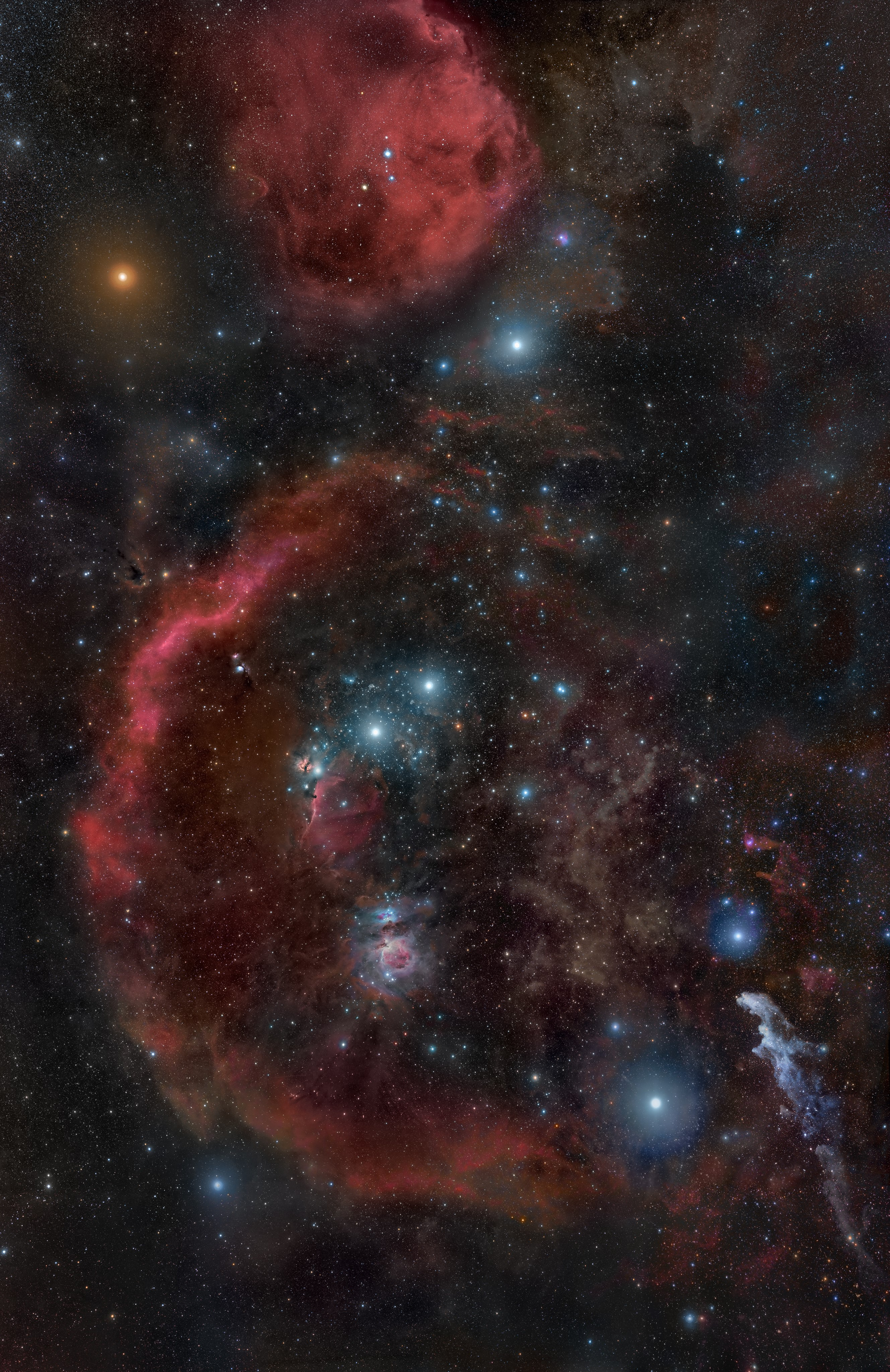
A região de Orion mostrando a supergigante vermelha Betelgeuse

Supergigantes vermelhas são estrelas raras, mas são visíveis a grandes distâncias e costumam ser variáveis, portanto, há uma série de exemplos conhecidos a olho nu:
- Psi1 Aurigae
- CE Tauri
- Antares
- Epsilon Pegasi
- Betelgeuse
- Lambda Velorum
- Mu Cephei

Outros exemplos tornaram-se conhecidos ou estimados devido ao seu enorme tamanho, mais de 1.000 R☉:
- Stephenson 2-18
- VY Canis Majoris
- UY Scuti
- WOH G64
- Westerlund 1-26
- S Persei
- NML Cygni

Uma pesquisa esperada para capturar virtualmente todas as supergigantes vermelhas nas Nuvens de Magalhães detectou cerca de uma dúzia de estrelas da classe M Mv−7 e mais brilhantes, cerca de um quarto de milhão de vezes mais luminosas que o Sol, e cerca de 1.000 vezes o raio do Sol para cima.